# Torre de Smailholm

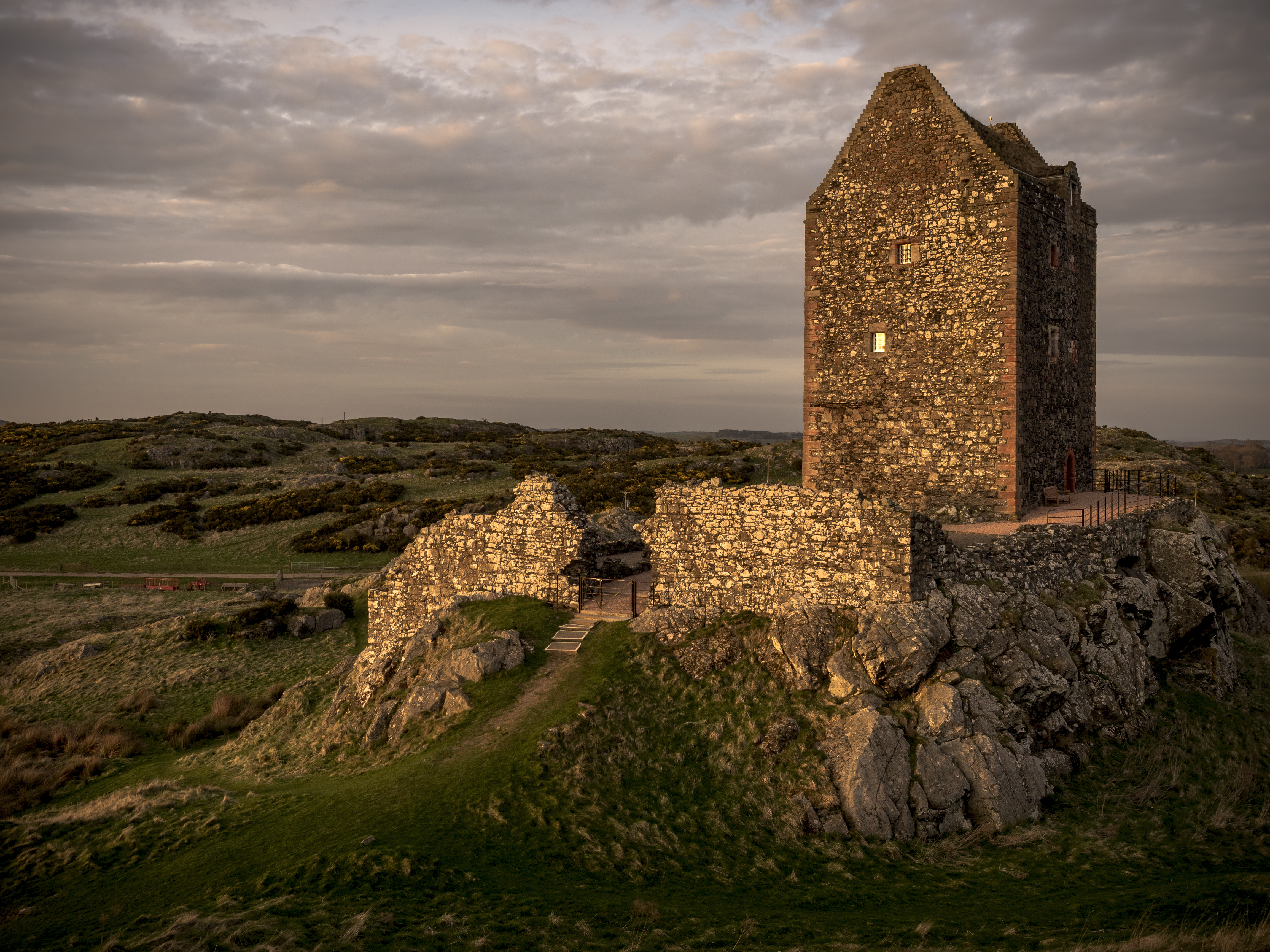
Torre de Smailholm, Escòcia.

La Torre de Smailholm és una torre peel que es troba propera a la vila homònima (Smailholm), a l'oest de Kelso, a Escòcia.
Alçada en un terreny rocós, el seu origen es remunta fins al segle xv. Fou construïda originalment al segle xv o principis del segle xvi per la família del Clan Pringle.
Presenta una planta amb forma rectangular. La torre rectangular és de quatre plantes, situada al cim d'un aflorament rocós. La torre és d'aproximadament 12,1 m³ per 9,4 m, amb parets de basalts de 2,4 m de gruix. El soterrani es va dividir inicialment en dues plantes per un "entresòl" de fusta al que s'accedia per una escala. La porta es troba al costat sud, en un gran arc de pedra sorrencca vermella, amb l'escala a la cantonada sud-est. Sobre la volta hi ha la sala, amb una xemeneia al nord amb una cara humana tallada.
El pis superior té una volta de pedra el·líptica inusual que dona suport a un sostre de pedra. El parapet recorre els costats més llargs del nord i el sud, encara que ambdós es veuen interromputs: al nord amb una xemeneia i al sud amb una finestra. Aquestes parts superiors de la torre, que incloïen un arsenal a la bandaa oest, van ser remodelades al segle xvii.
La torre està envoltada de restes d'una paret de mur, dins del qual encara queden visibles les ruïnes dels edificis i una petita capella. La part oriental del "barmkin" contenia un petit jardí, que ja no existeix. La part occidental està més intacte, amb parets fins al nivell del primer pis al voltant d'una entrada estreta a la paret oest. El pati, amb unes mides al voltant dels 16 m per 19, conté els fonaments d'una casa d'una sola planta del segle xvii al nord i un bloc de cuina de dues habitacions al sud.
Una rasa protegeix l'enfocament occidental de la torre i els altres tres costats estan naturalment protegits per la cara de l'aflorament. Cent metres cap al sud-est, hi ha més moviment de terres marca la presència d'un assentament molt més antic, probablement que data del primer mil·lenni aC.
Actualment ben conservada, alberga una exposició de tapissos i de vestits de nines lligada al nom de Sir Walter Scott, autor de The Minstrelsy of the Scottish Border.